# Kosovo
Kosovo (tiếng Albania: Kosova [kɔsɔva]; Kirin Serbia: Косово) là một lãnh thổ tranh chấp và quốc gia được một bộ phận quốc tế công nhận tại Đông Nam Âu, tuyên bố độc lập khỏi Serbia vào năm 2008 với tên gọi nước Cộng hòa Kosovo (tiếng Albania: Republika e Kosovës; tiếng Serbia: Република Косово / Republika Kosovo). Kosovo là lãnh thổ nội lục tại miền trung Bán đảo Balkan, thủ đô và thành phố lớn nhất là Priština. Kosovo có biên giới với Bắc Macedonia và Albania về phía nam, Montenegro về phía tây, và lãnh thổ không tranh chấp của Serbia về phía bắc và đông. Serbia công nhận quyền cai trị lãnh thổ của chính phủ dân cử Kosovo, song họ vẫn tiếp tục yêu sách lãnh thổ này với tên gọi Tỉnh tự trị Kosovo và Metohija.
Trong thời kỳ cổ đại, Vương quốc Dardania, và sau đó là Tỉnh Dardania của La Mã nằm trên khu vực. Đến thời kỳ Trung Cổ, khu vực thuộc Đế quốc Đông La Mã, Đế quốc Bulgaria và Serbia, và nhiều người nhận định Trận Kosovo vào năm 1389 là một trong các thời khắc quyết định trong lịch sử Trung Cổ của Serbia. Kosovo là bộ phận của Đế quốc Ottoman từ thế kỷ 15 đến đầu thế kỷ 20, và trong cuối thế kỷ 19 khu vực trở thành trung tâm của phong trào độc lập Albania cùng với Liên minh Prizren. Do thất bại trong Chiến tranh Balkan lần thứ nhất (1912–13), Đế quốc Ottoman nhượng lại Tỉnh Kosovo cho Đồng Minh Balkan; Vương quốc Serbia lấy được phần lớn lãnh thổ này, còn Vương quốc Montenegro sáp nhập phần phía tây, song hai quốc gia sau đó gia nhập Vương quốc Nam Tư sau Chiến tranh thế giới thứ nhất. Sau một giai đoạn nhất thể Nam Tư trong Vương quốc, hiến pháp Nam Tư sau Chiến tranh thế giới thứ hai lập ra Tỉnh tự trị Kosovo và Metohija thuộc nước cộng hòa Serbia của Nam Tư.
Căng thẳng sắc tộc kéo dài giữa cư dân Albania và Serb khiến lãnh thổ bị phân chia theo dân tộc, dẫn đến bạo lực giữa hai dân tộc mà đỉnh điểm là Chiến tranh Kosovo 1998–99, nằm trong các cuộc Chiến tranh Nam Tư rộng hơn. Chiến tranh kết thúc bằng cuộc can thiệp quân sự của NATO, buộc Cộng hòa Liên bang Nam Tư triệt thoái binh sĩ khỏi Kosovo, nơi đây được Liên Hợp Quốc bảo hộ theo Nghị quyết số 1244. Ngày 17 tháng 2 năm 2008, Nghị viện Kosovo tuyên bố độc lập, và từ đó giành được công nhận ngoại giao là quốc gia có chủ quyền từ 110 quốc gia thành viên Liên Hợp Quốc (đến tháng 12/2016). Serbia từ chối không nhận Kosovo là một quốc gia, song theo Thỏa thuận Bruxelles năm 2013 họ chấp thuận tính hợp pháp của các cơ quan Kosovo. Kosovo được phân loại là một quốc gia có thu nhập trung bình thấp, trải qua tăng trưởng kinh tế vững chắc trong những năm gần đây theo đánh giá của các tổ chức tài chính quốc tế, và là một trong bốn quốc gia tại châu Âu có tăng trưởng trong tất cả các năm kể từ bắt đầu khủng hoảng tài chính toàn cầu vào năm 2008.

## Tên gọi
Kosovo (Kirin Serbia: Косово, [kôsoʋo]) là một tính từ sở hữu giống trung trong tiếng Serbia của kos (кос) "chim hoét", một sự tỉnh lược của Kosovo Polje, 'cánh đồng chim hoét', địa điểm dã diễn ra trận cánh đồng Kosovo vào năm 1389. Tên gọi của cánh đồng được đặt cho một tỉnh của đế quốc Ottoman vào năm 1864.
Khu vực mà nay được gọi là "Kosovo" trở thành một khu vực hành chính vào năm 1946, tức Tỉnh tự trị Kosovo và Metohija. Năm 1974, "Kosovo và Metohija" được giản lược chỉ còn là "Kosovo" trong tên gọi Tỉnh Xã hội chủ nghĩa Tự trị Kosovo, song vào năm 1990 khu vực được đổi tên thành Tỉnh tự trị Kosovo và Metohija.

## Lịch sử

### Nam Tư tan rã

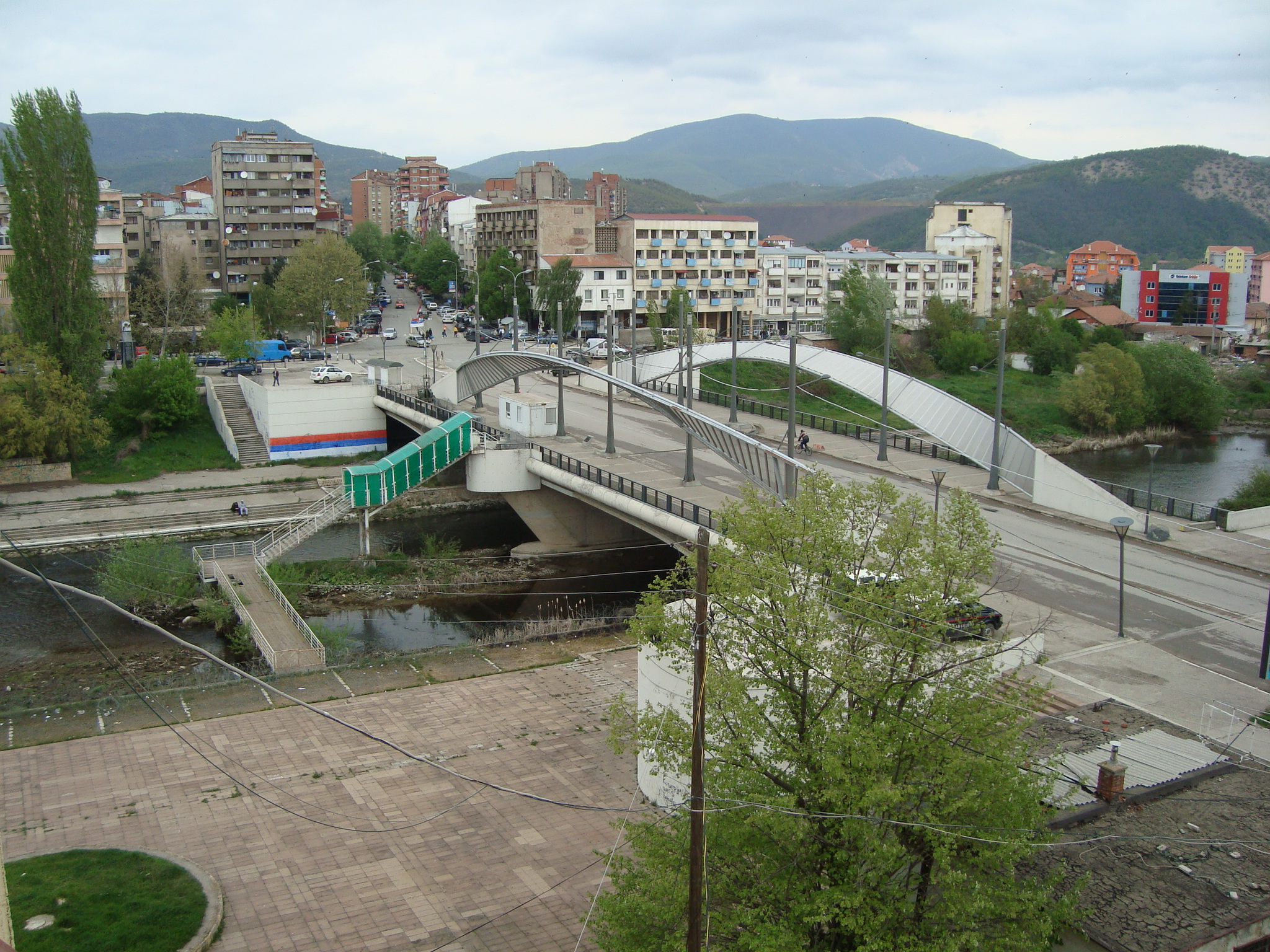
Cầu bắc qua sông Ibar, kết nối người Serb ở phía bắc và người Albania ở phía nam của thành phố Kosovska Mitrovica.

Tình trạng căng thẳng giữa các dân tộc tại Kosovo tiếp tục xấu đi trong suốt thập niên 1980. Bản ghi nhớ của Học viện Serbia năm 1986 cảnh báo rằng Nam Tư đang phải trải qua xung đột sắc tộc và sự tan rã của kinh tế Nam Tư thành các khu vực và lãnh thổ kinh tế riêng biệt, biến một nhà nước liên bang thành một liên minh lỏng lẻo. Vào tháng 2 năm 1989, cuộc biểu tình của thợ mỏ Trepca đã bắt đầu một cuộc tuyệt thực trước khi Kosovo chính thức bị bãi bỏ quyền tự trị.
Vào ngày 28 tháng 6 năm 1989, Slobodan Milošević đọc bài diễn văn Gazimestan trước một số lượng lớn công dân người Serbia trong một lễ kỷ niệm lớn đánh dấu 600 năm từ lúc xảy ra trận Kosovo. Nhiều người nghĩ rằng bài phát biểu đó đã giúp Milošević củng cố quyền lực của mình tại Serbia. Năm 1989, Milošević, sử dụng cả đe dọa lẫn vận động chính trị, quyết liệt bãi bỏ tình trạng tự trị đặc biệt của Kosovo và đầu đàn áp văn hóa của dân tộc Albania. Người Albania tại Kosovo phản ứng bằng một phong trào ly khai bất bạo động, tiến hành bất tuân dân sự rộng rãi và lập ra các thể chế tồn tại song song trong các lĩnh vực giáo dục, chăm sóc y tế, và thuế, với mục tiêu cuối cùng là giành được quyền độc lập cho Kosovo.
Ngày 2 tháng 7 năm 1990, quốc hội Kosovo tự xưng tuyên bố Kosovo là một nước cộng hòa bên trong Nam Tư và đến ngày 22 tháng 9 năm 1991 thì tuyên bố Kosovo là một quốc gia độc lập, Cộng hòa Kosova. Vào tháng 5 năm 1992, Ibrahim Rugova được bầu làm tổng thống. Trong suốt thời gian tồn tại, Cộng hòa Kosova chỉ được Albania công nhận về mặt ngoại giao; thể chế này chính thức tan rã vào năm 2000 sau chiến tranh Kosovo, khi nó được thay thế bằng thể chế hành chính do Phái bộ Quản lý Lâm thời của Liên Hợp Quốc tại Kosovo (UNMIK) thành lập.

### Chiến tranh Kosovo

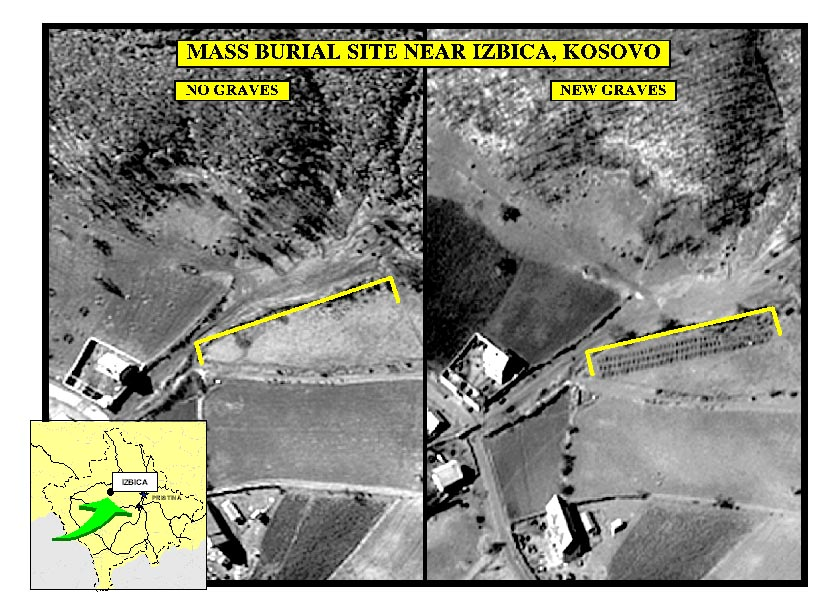
Ảnh vệ tinh đống mồ tại Izbica, nơi 146 người sắc tộc Albania bị quân Serbia hành quyết trong thảm sát Izbica.

Năm 1995, Hòa ước Dayton kết thúc Chiến tranh Bosnia, thu hút sự chú ý đáng kể của cộng đồng quốc tế. Tuy nhiên, bất chấp nguyện vọng của người Albania tại Kosovo, tình hình tại Kosovo vẫn chưa được cộng đồng quốc tế giải quyết, và đến năm 1996, quân Giải phóng Kosovo (KLA), một nhóm du kích người Albania, bắt đầu giao nộp vũ khí cho lực lượng an ninh người Serb và Nam Tư, đây là thắng lợi trong việc giải quyết giai đoạn đầu của chiến tranh Kosovo.
Năm 1998, do bạo lực trở nên tồi tệ hơn và rất nhiều người Albania phải di tản, mối quan tâm của phương Tây tăng lên. Nhà cầm quyền Serbia bắt buộc phải ký một lệnh ngừng bắn và rút lui một phần, được Tổ chức An ninh và Hợp tác châu Âu (OSCE) giám sát theo một thỏa thuận do Richard Holbrooke dàn xếp. Tuy nhiên, thỏa thuận ngừng bắn không được tôn trọng và giao tranh lại tái diễn vào tháng 12 năm 1998. Thảm sát Račak vào tháng 1 năm 1999 khiến quốc tế dành mối quan tâm đặc biệt cho cuộc xung đột. Trong vòng vài tuần lễ, một hội nghị quốc tế đa phương đã được triệu tập và đến tháng ba đã chuẩn bị được một dự thảo thỏa thuận được gọi là Hiệp định Rambouillet, kêu gọi phục hồi quyền tự trị cho Kosovo và triển khai lực lượng gìn giữ hòa bình của NATO. Phía Serbia cho rằng các điều khoản không thể chấp nhận được và đã từ chối ký vào bản dự thảo.
NATO can thiệp bằng việc ném bom Nam Tư từ ngày 24 tháng 3 đến 10 tháng 6 năm 1999, nhằm buộc Milošević phải rút quân khỏi Kosovo. Hành động quân sự này không được sự cho phép của Hội đồng Bảo an Liên Hợp Quốc và do đó trái với các quy định của Hiến chương Liên Hợp Quốc. Cộng thêm các cuộc giao tranh giữa quân du kích người Albania và quân Nam Tư, người dân Kosovo lại càng phải di tản hơn nữa.
Trong cuộc xung đột, gần một triệu người sắc tộc Albania phải chạy trốn hoặc bị xua đuổi khỏi Kosovo. Tổng cộng, đã có trên 11.000 người thiệt mạng được các công tố viên báo cáo cho Carla Del Ponte. Khoảng 3.000 người vẫn mất tích, trong đó 2.500 người Albania, 400 người Serb và 100 người Di-gan. Cuối cùng, vào tháng 6, Milošević đồng ý chấp thuận việc quân đội nước ngoài hiện diện tại Kosovo và cho quân của mình rút lui.

### Thời kỳ Liên Hợp Quốc quản lý
Ngày 10 tháng 6 năm 1999, Hội đồng Bảo an Liên Hợp Quốc đã thông qua Nghị quyết 1244, đặt Kosovo dưới sự quản lý của chính quyền quá độ Liên Hợp Quốc (UNMIK) và ủy quyền cho KFOR, một lực lượng gìn giữ hòa bình do NATO lãnh đạo. Nghị quyết 1244 quy định rằng Kosovo sẽ có quyền tự trị trong Cộng hòa Liên bang Nam Tư, và khẳng định toàn vẹn lãnh thổ của Nam Tư, mà kế thừa hợp pháp là Cộng hòa Serbia.

### Kosovo tuyên bố độc lập

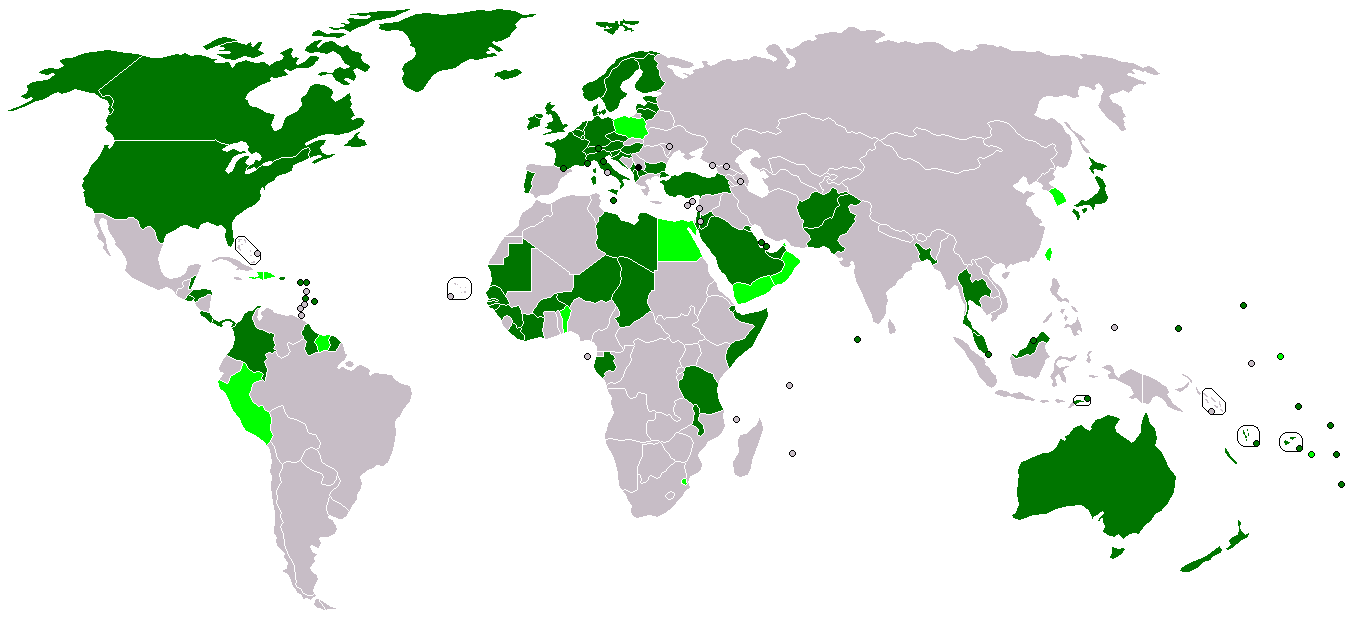
Bản đồ thế giới phân biệt các nước theo quan hệ với Kosovo.
Các nước chính thức công nhận Kosovo độc lập.
Các nước tuyên bố có ý định chính thức công nhận Kosovo độc lập.

Kosovo tuyên bố độc lập vào ngày 17 tháng 2 năm 2008 và trong vài ngày sau đó, một số quốc gia có chủ quyền (Hoa Kỳ, Thổ Nhĩ Kỳ, Albania, Áo, Croatia, Đức, Ý, Pháp, Anh Quốc, Trung Hoa Dân Quốc (Đài Loan), Úc, Ba Lan và các quốc gia khác) công nhận sự độc lập của Kosovo, bất chấp phản đối của Nga và các thành viên Liên Hợp Quốc khác. 96 quốc gia thành viên Liên Hợp Quốc đã công nhận nền độc lập của Kosovo. Kosovo đã trở thành thành viên của một số thể chế quốc tế như IMF và Ngân hàng Thế giới với danh nghĩa Cộng hòa Kosovo.
Hội đồng Bảo an Liên Hợp Quốc vẫn chia rẽ về vấn đề độc lập của Kosovo. Hoa Kỳ, Anh Quốc và Pháp đã tuyên bố công nhận nền độc lập này, Trung Quốc thì bày tỏ lo ngại, trong khi Nga thì coi tuyên bố này là bất hợp pháp. Tính đến tháng 9 năm 2012, không có quốc gia thành viên nào của Cộng đồng các Quốc gia Độc lập, Tổ chức Hiệp ước An ninh Tập thể hay Tổ chức Hợp tác Thượng Hải công nhận nền độc lập của Kosovo.
Liên minh châu Âu không có quan điểm chính thức về tình trạng của Kosovo, song quyết định triển khai Phái bộ Pháp quyền đến Kosovo để đảm bảo sự hiện diện dân sự quốc tế sẽ được tiếp tục tại Kosovo. Đến tháng 4 năm 2008, hầu hết các quốc gia thành viên của NATO, EU, Liên minh Tây Âu và OECD công nhận Kosovo là một quốc gia độc lập.
Đến năm 2008, tất cả các nước láng giềng của Kosovo ngoại trừ Serbia đều tuyên bố công nhận nền độc lập của Kosovo. Montenegro và Macedonia tuyên bố công nhận Kosovo vào ngày 9 tháng 12 năm 2008. Albania, Croatia, Bulgaria và Hungary cũng công nhận Kosovo là một quốc gia độc lập.
Phần lớn cộng đồng Serbia thiểu số tại Kosovo phản đối tuyên bố độc lập, và đã thành lập nên Hiệp hội Cộng đồng Kosovo và Metohija để phản ứng. Việc thành lập Hiệp hội bị Tổng thống Kosovo Fatmir Sejdiu lên án.
Ngày 8 tháng 10 năm 2008, Đại hội đồng LHQ đã quyết định, dựa theo đề nghị của Serbia, yêu cầu Tòa án Công lý Quốc tế đưa ra một quan điểm pháp lý về tính hợp pháp trong tuyên bố độc lập của Kosovo. Ngày 22 tháng 7 năm 2010, Tòa án cho rằng tuyên bố độc lập của Kosovo không vi phạm các nguyên tắc chung hoặc luật pháp quốc tế, vốn không cấm đơn phương tuyên bố độc lập, cũng không vi phạm các điều luật quốc tế cụ thể - đặc biệt là UNSCR 1244 - vốn không xác định tình trạng cuối cùng của Kosovo.
Vào năm 2019, 98 trên 193 thành viên Liên Hợp Quốc, 22 trên tổng số 28 thành viên Liên minh châu Âu, 25 trên tổng số 29 thành viên NATO, 34 trên tổng số 57 thành viên Tổ chức Hợp tác Hồi giáo đã công nhận Kosovo.

## Địa lý

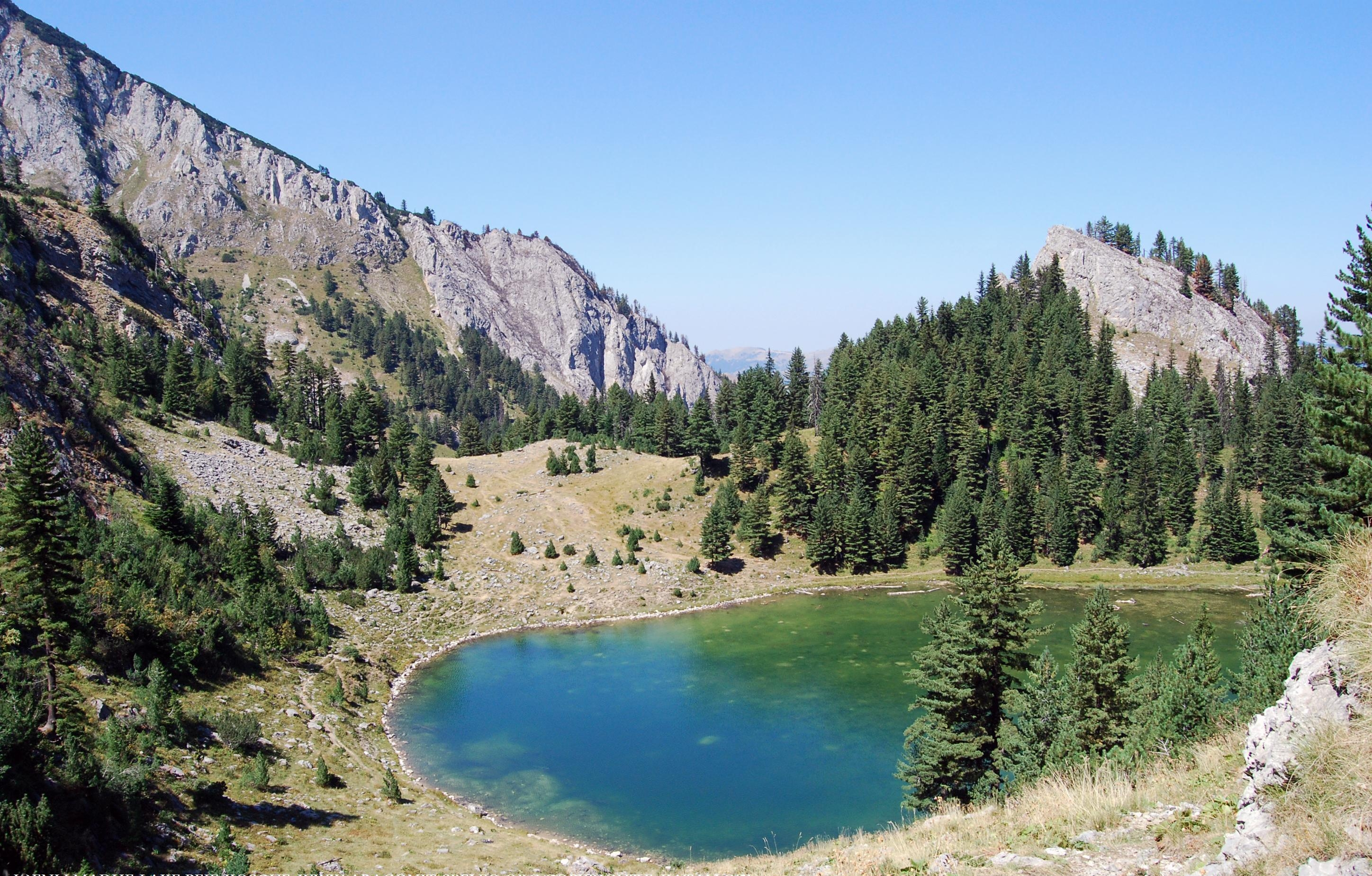
Hồ Lićenat

Kosovo là cầu nối giữa vùng Trung và Nam Âu và giữa biển Adriatic và biển Đen. Kosovo có diện tích 10.908 km². Kosovo nằm giữa 41° và 44° vĩ Bắc, và từ 20° and đến 22° kinh Đông. Biên giới của Kosovo dài xấp xỉ 602,09 km.
Kosovo có khí hậu lục địa, với mùa hè ấm và mùa đông lạnh và có tuyết rơi. Địa hình của Kosovo hầu hết là đồi núi, đỉnh cao nhất là Đeravica (2.656 m (8.714 ft)). Có hai khu vực đồng bằng chính, bồn địa Metohija nằm ở phần phía tây của Kosovo, và đồng bằng Kosovo nằm ở phần phía đông. Các sông chính tại Kosovo là Drin Trắng (chảy ra biển Adriatic, với chi lưu Erenik), Sitnica, Morava Nam tại vùng Goljak, và Ibar ở phía bắc. Các hồ lớn nhất là Gazivoda, Radonjić, Batlava và Badovac.
39,1% diện tích Kosovo là rừng, khoảng 52% được phân loại là đất nông nghiệp, 31% trong đó được đồng cỏ bao phủ và 69% là đất canh tác. Về mặt địa thực vật, Kosovo thuộc ngành Illyria của vùng Vòng Bắc Cực thuộc giới Phương Bắc. Theo WWF và Bản đồ Kỹ thuật số của các vùng sinh thái châu Âu của Cơ quan Môi trường châu Âu, lãnh thổ Kosovo thuộc vùng sinh thái rừng hỗn hợp Balkan. Hiện nay, 39.000 ha của vườn quốc gia Dãy núi Šar, được thành lập vào năm 1986 tại dãy núi Šar dọc theo biên giới với Cộng hòa Macedonia, là vườn quốc gia duy nhất tại Kosovo, mặc dù vườn Hòa bình Balkan tại Prokletije dọc theo biên giới với Montenegro cũng được đề xuất nâng lên thành vườn quốc gia.
Kosovo giàu tài nguyên thiên nhiên. Kosovo có trữ lượng lớn về chì, kẽm, bạc, niken, côban, sắt và bô xít. Ngoài ra, người ta cũng tin rằng Kosovo có khoảng 14.000 tỉ tấn than non. Công ty Avrupa Minerals Ltd của Canada đã có được quyền khai thác trong một chương trình khai mỏ kéo dài ba năm, bắt đầu từ mùa hè năm 2011. Năm 2005, Tổng cục Mỏ và Khoáng sản cùng Ngân hàng Thế giới ước tính rằng Kosovo có lượng khoáng sản trị giá 13,5 tỉ euro.

## Nhân khẩu

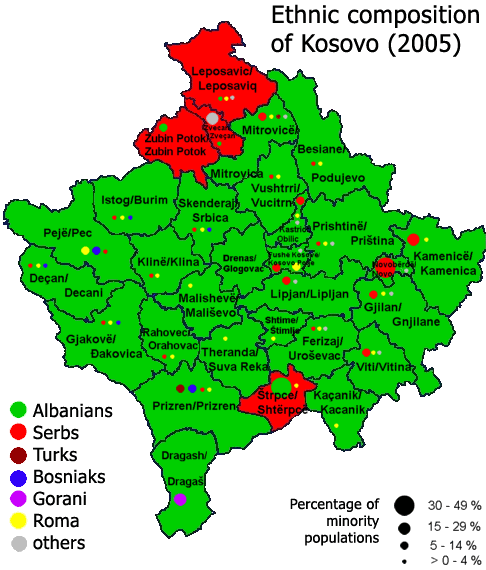
Bản đồ dân tộc Kosovo

Theo điều tra năm 2005 tại của Cơ quan Thống kê Kosovo, dân số Kosovo đạt từ 1,9 đến 2,2 triệu và thành phần dân tộc như sau: người Albania 92%, người Serb 4%, người Bosnia và người Gora 2%, người Thổ Nhĩ Kỳ 1%, người Di-gan 1%. CIA World Factbook ước tính rằng: 88% là người Albania, 8% là người Serb và 4% thuộc các nhóm dân tộc khác.
Người Albania có số lượng ngày càng tăng lên, và chiếm đa số ở Kosovo từ thế kỷ 19, thành phần dân tộc trước đó có sự tranh cãi. Ranh giới chính trị của Kosovo không trùng với ranh giới dân tộc; ví dụ, người Serb tạo thành một đa số địa phương tại Bắc Kosovo và hai khu tự quản khác, trong khi cũng có nhiều khu vực do người Albania chiếm đa số nằm ngoài Kosovo: tây bắc của Macedonia, và tại thung lũng Preševo tại Nam và Đông Serbia.
Với 1,3% mỗi năm, người Albania tại Kosovo có tốc độ tăng dân số nhanh nhất tại châu Âu. Trong thời kỳ 82-năm (1921–2003), dân số Kosovo đã tăng lên 460%. Người Albania chiếm 60% trong số 500.000 cư dân Kosovo vào năm 1931, và đến năm 1991 thì người Albania đã chiếm 81% trong số 2 triệu dân của Kosovo. Nếu tốc độ tăng trưởng dân số vẫn giữ ở mức này, Kosovo sẽ đạt 4,5 triệu dân vào năm 2050.
Ngược lại, từ năm 1948 đến 1991, cộng đồng người Serb tại Kosovo chỉ tăng 12%. Ngoài ra, trong cùng thời kỳ, hàng trăm nghìn người Serb dời khỏi khu vực để đến những nơi thịnh vượng hơn tại Trung Serbia hoặc Tây Âu. 60% người Serb sống tại Kosovo trước năm 1999 hiện cư trú tại Serbia sau chiến dịch thanh trừng sắc tộc năm 1999. Cũng giống như hầu hết các dân tộc Ki-tô giáo Đông Âu khác, người Serb có tỉ lệ sinh rất thấp (khoảng 1,5 trẻ em trên mỗi phụ nữ) và số người tử vong nhiều hơn số trẻ sinh ra. Điều này khiến cho người Serb tại Kosovo sẽ tiếp tục suy giảm về tỉ lệ cư dân, ngay cả khi mức sinh của người Albania giảm xuống.

### Ngôn ngữ
Ngôn ngữ thông dụng nhất tại Kosovo là tiếng Albania, ngôn ngữ thứ nhất của 88–92% dân số. Phương ngữ Gheg là phương ngữ bản địa của người Albania tại Kosovo, song tiếng Albania tiêu chuẩn nay được sử dụng rộng rãi với vị thế ngôn ngữ chính thức. Tiếng Serbia là ngôn ngữ phổ biến thứ hai, là ngôn ngữ thứ nhất của 5–7% cư dân. Theo dự thảo Hiến pháp Kosovo, tiếng Serbia cũng là một ngôn ngữ chính thức. Các ngôn ngữ thiểu số khác tại Kosovo bao gồm tiếng Thổ Nhĩ Kỳ, tiếng Gora và các tiếng Serbia-Croatia khác.

### Tôn giáo
Tôn giáo tại Kosovo (2011)

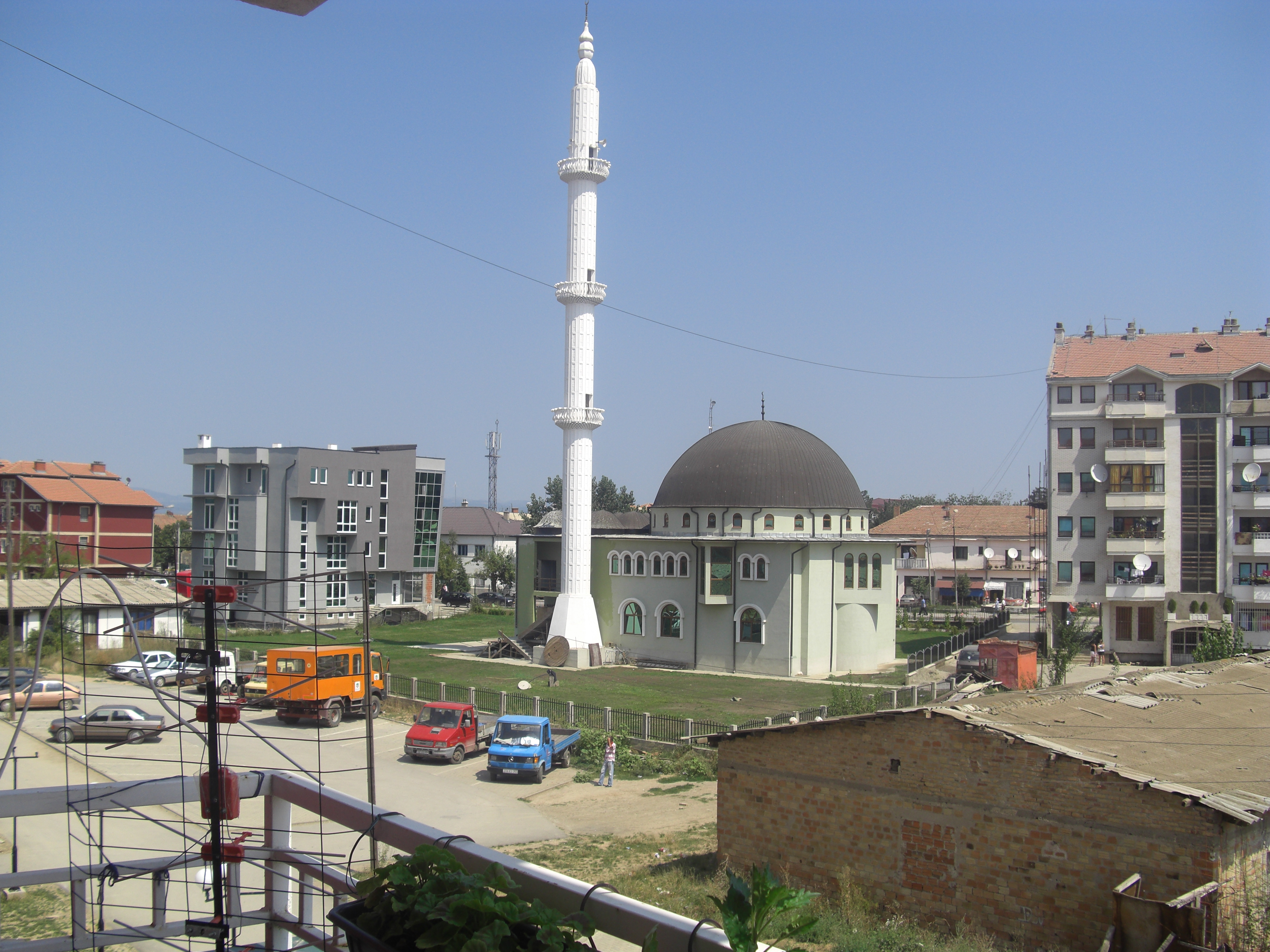
Một nhà thờ Hồi giáo tại Oblić/Obliq.

Có hai tôn giáo chính tại Kosovo là Hồi giáo và Ki-tô giáo. Tín đồ Hồi giáo chiếm 90% dân số Kosovo, và hầu hết theo hệ phái Sunni, với một thiểu số Hồi giáo Bektashi. Nếu được xem là một quốc gia độc lập, Kosovo là một trong ba quốc gia nằm hoàn toàn trong châu Âu có tỉ lệ người Hồi giáo lớn – tiếp theo Bosna và Hercegovina và Albania. Hồi giáo được đưa đến cùng với cuộc chinh phục của đế quốc Ottoman trong thế kỷ 15 và nay được hầu hết người Albania thừa nhận rằng có đức tin. Tuy nhiên, Hồi giáo không thống trị đời sống xã hội của Kosovo, và khu vực phần lớn theo xu hướng thế tục. Khoảng 3% người Albania tại Kosovo vẫn theo Công giáo La Mã bất chấp hàng thế kỷ nằm dưới sự thống trị của Ottoman. Ước tính có khoảng 65.000 tín đồ Công giáo tại Kosovo và khoảng 60.000 người Kosovo là tín hữu Công giáo ở bên ngoài Kosovo. Người Serb, ước tính có khoảng 100.000 đến 120.000 người, phần lớn theo Chính Thống giáo Serbia. Kosovo có nhiều các nhà thờ và tu viện Chính Thống giáo Serbia. Khoảng 140 đã bị phá hủy và cướp phá một phần trong thời kỳ từ 1999 đến 2004, trong đó có 30 là nạn nhân của vụ bùng nổ bạo lực vào tháng 3 năm 2004.

## Kinh tế

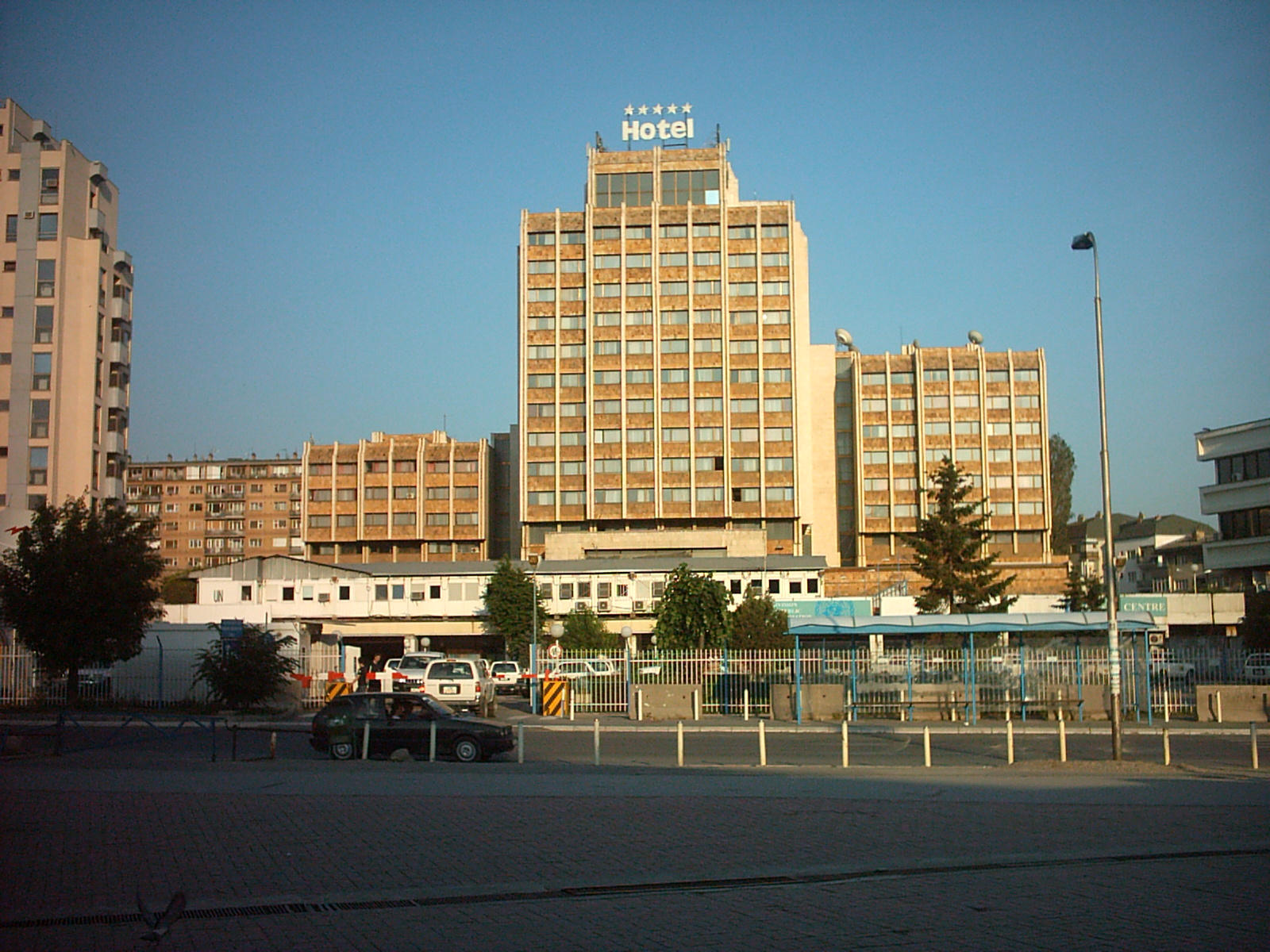
Hotel Grand Priština

Chính sách kinh tế của Cộng hòa Kosovo hướng đến một hệ thống thương mại tự do. Trong bối cảnh này, chính phủ đã soạn thảo một khung pháp lý để đảm bảo việc thực thi các tiêu chuẩn châu Âu về khả năng cạnh tranh.
Kosovo được IMF phân loại là một quốc gia đang phát triển, với GDP bình quân đầu người ước đạt 6.560 USD (2016). Do Kosovo là nơi có dự trữ than đá lớn thứ hai tại châu Âu, nó từng có công ty xuất khẩu lớn nhất (Trepča) tại Cộng hòa Liên bang Nam Tư Tuy nhiên, Kosovo lại là tỉnh nghèo nhất Nam Tư và nhận được sự trợ cấp đáng kể từ tất cả các nước cộng hòa khác của Nam Tư. Ngoài ra, trong thập niên 1990, các chính sách kinh tế tồi tệ, trừng phạt quốc tế, ngoại thương không đáng kể và xung đột sắc tộc đã tác động nghiêm trọng đến nền kinh tế Kosovo.
Sau khi đạt mức nhảy vọt vào năm 2000 và 2001, tốc độ tăng trưởng GDP của Kosovo đã có mức âm vào năm 2002 và 2003 và được dự kiến đạt 3% vào năm 2004–2005, với nguồn lực tăng trưởng trong nước không thể bù đắp được nguồn hỗ trợ từ bên ngoài. Lạm phát thấp, trong khi ngân sách đã thâm hụt lần đầu tiên vào năm 2004. Năm 2004, thâm hụt cán cân hàng hóa và dịch vụ là gần 70% tổng GDP. Kiều hối từ những người Kosovo sống ở nước ngoài chiếm khoảng 13% GDP, và viện trợ nước ngoài chiếm khoảng 34% GDP.
Hầu hết sự phát triển kinh tế từ năm 1999 đến từ các lĩnh vực thương mại, bán lẻ và xây dựng. Khu vực kinh tế tư nhân đã nổi lên từ năm 1999 song chủ yếu vẫn có quy mô nhỏ. Lĩnh vực công nghiệp vẫn còn yếu và nguồn cung điện không ổn định. Tỉ lệ thất nghiệp vẫn còn rất cao, vào khoảng 40–50% lực lượng lao động.
Euro là loại tiền tệ được Cộng hòa Kosovo sử dụng, song Kosovo không phải là thành viên chính thức của Eurozone. Đồng euro được Phái bộ Liên Hợp Quốc tại Kosovo cùng các cơ quan chính phủ sử dụng. Ban đầu, vào năm 1999, Kosovo chấp thuận lấy đồng mark Đức để thay thế dinar Nam Tư, và do đó chuyển sang euro khi nó thay thế mác Đức. Tuy nhiên, dinar Serbia vẫn được sử dụng tại các khu vực của người Serb.

## Đơn vị hành chính
Kosovo, nhằm phục vụ mục đích hành chính, Kosovo được chia thành bảy quận.
Bắc Kosovo duy trì chính quyền, cơ sở hạ tầng và các thể chế riêng biệt. Vào tháng 12 năm 2009, Kosovo đã ký một thỏa thuận tái điều chỉnh biên giới với Cộng hòa Macedonia bằng việc trao đổi một số vùng đất
Kosovo được chia thành 30 khu tự quản:
| Khu tự quản (tiếng Albania: komuna, tiếng Serbia: opština / општина) là đơn vị hành chính cơ bản của Kosovo Tên đầu tiên là tiếng Serbia và tên thứ hai là tiếng Albania | Khu tự quản (tiếng Albania: komuna, tiếng Serbia: opština / општина) là đơn vị hành chính cơ bản của Kosovo Tên đầu tiên là tiếng Serbia và tên thứ hai là tiếng Albania | Khu tự quản (tiếng Albania: komuna, tiếng Serbia: opština / општина) là đơn vị hành chính cơ bản của Kosovo Tên đầu tiên là tiếng Serbia và tên thứ hai là tiếng Albania | Khu tự quản (tiếng Albania: komuna, tiếng Serbia: opština / општина) là đơn vị hành chính cơ bản của Kosovo Tên đầu tiên là tiếng Serbia và tên thứ hai là tiếng Albania |
| --- | --- | --- | --- |
| 01. Dečani / Deçan | 11. Leposavić / Albanik | 21. Prizren | |
| 02. Dragaš / Dragash | 12. Lipljan / Lipjan | 22. Srbica / Skënderaj | |
| 03. Đakovica / Gjakovë | 13. Mališevo / Malishevë | 23. Štrpce / Shtërpcë | |
| 04. Glogovac / Gllogovc | 14. Kosovska Mitrovica / Mitrovicë | 24. Štimlje / Shtime | |
| 05. Gnjilane / Gjilan | 15. Novo Brdo / Novobërdë | 25. Suva Reka / Suharekë | |
| 06. Istok / Burim | 16. Obilić / Obiliq | 26. Uroševac / Ferizaj | |
| 07. Kačanik / Kaçanik | 17. Orahovac / Rahovec | 27. Vitina / Viti | |
| 08. Kosovska Kamenica / Kamenicë | 18. Peć / Pejë | 28. Vučitrn / Vushtrri | |
| 09. Klina / Klinë | 19. Podujevo / Podujevë | 29. Zubin Potok | |
| 10. Kosovo Polje / Fushë Kosovë | 20. Priština / Prishtinë | 30. Zvečan / Zveçan | |
| Source: OSCE - UNMIK Regulation 2000/43: Albanian Lưu trữ ngày 13 tháng 12 năm 2017 tại Wayback Machine, Serbian PDF Lưu trữ ngày 3 tháng 3 năm 2016 tại Wayback Machine | | | |